# Heinrich Albertz
Heinrich Albertz (22 de enero de 1915 - 18 de mayo de 1993) fue un teólogo protestante, sacerdote y político alemán del Partido Socialdemócrata (SPD). Se desempeñó como alcalde de Berlín Occidental de 1966 a 1967.

## Biografía
Heinrich Albertz nació en Breslau (actual Breslavia, Polonia), en la provincia prusiana de Silesia. Tras obtener su bachillerato (Abitur) en 1933, estudió teología en las universidades de Breslau, Halle y Berlín. Bajo el régimen nazi, mantuvo contacto con los círculos del prohibido Partido Socialdemócrata de Alemania (SPD). 
Después de la Segunda Guerra Mundial Albertz se trasladó a Celle, donde las autoridades de ocupación británicas le confiaron la recepción de expulsados y personas desplazadas. Se unió al SPD y en 1946 se convirtió en miembro del Landtag de Baja Sajonia. En 1948 fue nombrado ministro de asuntos de expulsados en el gabinete del estado de Baja Sajonia bajo el ministro-presidente Hinrich Wilhelm Kopf; en 1951 fue nombrado ministro estatal de asuntos sociales. Desde 1950 también fue miembro de la junta federal del SPD.
Era un pacifista cristiano y se opuso a la producción y la colocación de armas nucleares en territorio alemán.
Cuando el gabinete de Kopf fue sucedido por el gobierno derechista del ministro-Presidente Heinrich Hellwege en las elecciones estatales de 1955, Albertz continuó su carrera como secretario estatal bajo el alcalde de Berlín Occidental, Otto Suhr. En 1961 se convirtió en senador (ministro) del Interior berlinés bajo el alcalde Willy Brandt y se desempeñó como teniente de alcalde en 1963. Cuando Brandt se unió a la gran coalición federal del canciller Kurt Georg Kiesinger, Albertz lo sucedió y fue elegido alcalde de Berlín Occidental por la Cámara de Diputados de Berlín el 14 de diciembre de 1966.
Albertz lideró a los socialdemócratas en las siguientes elecciones estatales celebradas el 12 de marzo de 1967. El SPD pudo mantener su mayoría absoluta en la Cámara de Diputados. El mandato de Albertz se caracterizó por las crecientes revueltas estudiantiles, de la mano de la Oposición extraparlamentaria (APO). 
El 2 de junio de 1967, el Sah de Irán Mohammad Reza Pahlavi visitó Berlín Occidental, produciéndose enfrentamientos violentos entre manifestantes y elementos de la policía secreta iraní, además de fuerzas policiales masivas. Durante estos acontecimientos,  el estudiante Benno Ohnesorg fue baleado por el oficial de policía Karl-Heinz Kurras. El 28 de septiembre, el alcalde Albertz fue obligado a renunciar después de una investigación sobre el papel de la policía en el asesinato. La Cámara de Diputados eligió a Klaus Schütz como su sucesor.
Desde 1970 trabajó como pastor. Cuando el 27 de febrero de 1975 el Movimiento 2 de Junio secuestró al candidato cristianodemócrata a alcalde de Berlín Occidental, Peter Lorenz, Albertz aceptó acompañar a los prisioneros intercambiados, entre ellos Verena Becker y Gabriele Krocher Tiedemann, en su vuelo a Yemen del Sur. Retirado en 1979, se unió al movimiento pacifista alemán de la década de 1980.
Albertz murió en un hogar de ancianos de Bremen el 18 de mayo de 1993.